# Boomstamput
Een boomstamput is een oud type waterput dat tot 1250 in gebruik was. Hierbij werd een uitgeholde boomstam, gewoonlijk van een eik, in de grond gegraven.
De boomstamput was gewoonlijk enkele meters diep. Dankzij het gebruikte materiaal kan men de ouderdom van een dergelijke put, met behulp van dendrochronologie, gemakkelijk bepalen.